# Ilsfeld
Ilsfeld ist eine Gemeinde im Landkreis Heilbronn, Baden-Württemberg. Sie gehört zur Region Heilbronn-Franken und zur Randzone der europäischen Metropolregion Stuttgart.

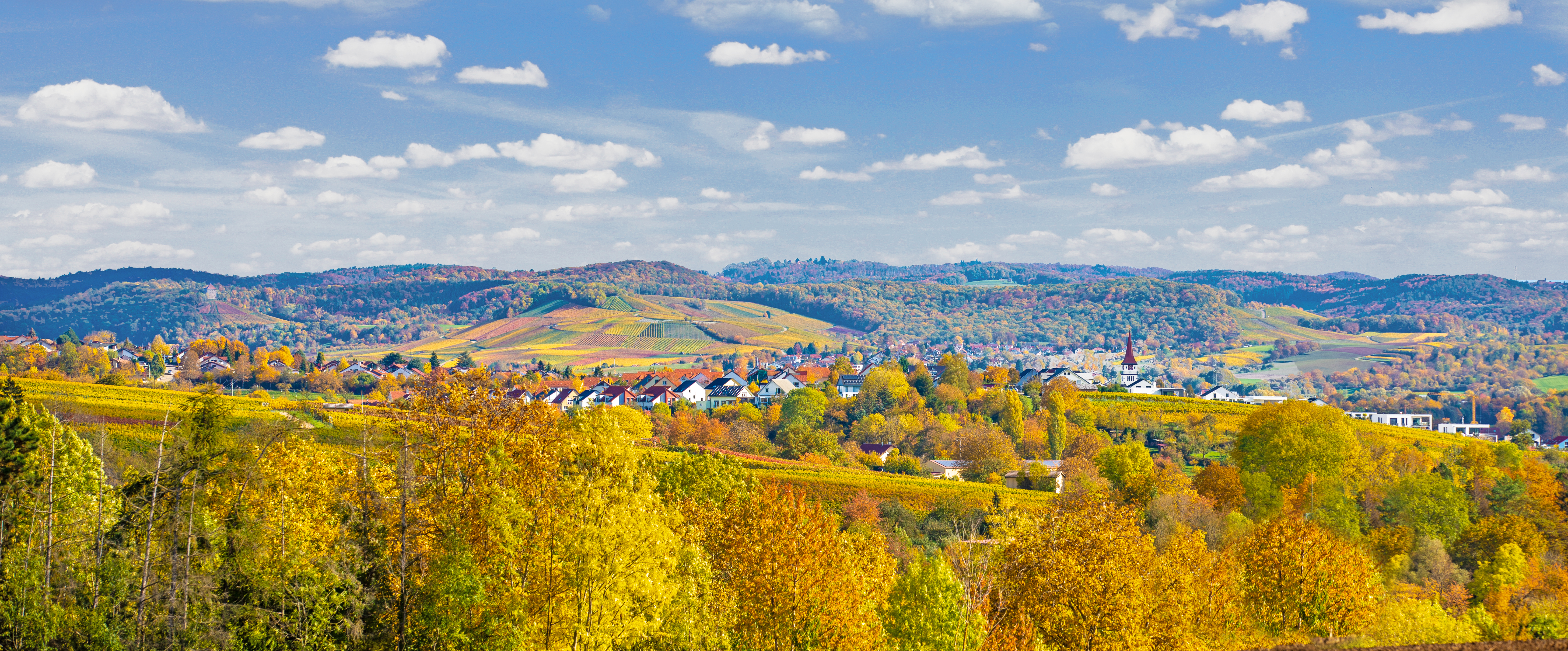
Panoramabild von Ilsfeld

## Geographie

### Lage
Ilsfeld liegt im Süden des Landkreises Heilbronn am westwärts ziehenden Abschnitt des mittleren Schozachtals nahe dem Zulauf des Gruppenbachs aus dem Norden. Die Gemeinde hat Anteil an den Naturräumen Schwäbisch-Fränkische Waldberge und Neckarbecken.

### Nachbargemeinden
Nachbarstädte und -gemeinden Ilsfelds sind (im Uhrzeigersinn, beginnend im Süden): Großbottwar (Landkreis Ludwigsburg), Neckarwestheim, Lauffen am Neckar, Talheim, Untergruppenbach, Abstatt und Beilstein (alle Landkreis Heilbronn). Zusammen mit Abstatt, Beilstein und Untergruppenbach bildet Ilsfeld den Gemeindeverwaltungsverband Schozach-Bottwartal mit Sitz in Ilsfeld.

### Gemeindegliederung
Die Gemeinde Ilsfeld besteht aus den Ortsteilen Ilsfeld, Auenstein und Schozach. Zu Ilsfeld gehören noch der Weiler Wüstenhausen und die Wohnplätze Landturm und Untere Mühle sowie der Ortsteil Engelsberghöfe, zu Auenstein die Weiler Abstetterhof und Helfenberg.
Abgegangene, also nicht mehr bestehende Orte waren auf Markung Ilsfeld: Beuren, Bustatt (bzw. Boestat), Gendach, Froßbach und Seetham; auf Markung Auenstein: Finkenbach (in Helfenberg aufgegangen) und Kapfenhardt.

### Flächenaufteilung
Nach Daten des Statistischen Landesamtes, Stand 2014.

## Geschichte

### Fränkischer Königshof
Die Gemarkung Ilsfelds war schon seit der Mittel- und Jungsteinzeit fast ununterbrochen besiedelt. Im Zuge der fränkischen Landnahme entstand in diesem alten Siedlungsgebiet ein fränkischer Königshof, in dem fünf sehr alte umliegende alemannische Siedlungen aufgingen und der den Ursprung des heutigen Ortes bildete. Auf der Markung Gendach an der Schozach nahe Ilsfeld befand sich einst auch eine kleine Turmhügelburg, von der keine Reste mehr vorhanden sind. Vom Königshof in Ilsfeld aus entstanden neue Siedlungen im Umfeld, darunter Westheim (Neckarwestheim), Ostheim (Auenstein) und Talheim, die von Ilsfeld aus richtungs- oder geländebezogene Namen tragen und aufgrund der Endsilbe -heim als fränkische Siedlungen erkennbar sind.
Ilsfeld selbst wurde im Jahr 1102 in einer Schenkungsurkunde Kaiser Heinrichs IV. erstmals erwähnt. Heinrich stiftete dem Bistum Speyer ein Gut in Ilisvelt. Der Name des Ortes war vermutlich einst der Name des gesamten Bezirks, namengebend könnte die in ihrem Oberlauf einst wohl Ils genannte Schozach gewesen sein. 1157 kam Ilsfeld nach Drohungen König Konrads III. wieder in den Besitz der Staufer zurück. Im späten 12. und im 13. Jahrhundert trat ein Ortsadel auf, die Herren von Ilsfeld, die Ministeriale der Markgrafen von Baden waren, und auf die bzw. deren Stammverwandte der Bau einer Burg auf dem nahen Wunnenstein zurückgeht.

### Württembergischer Grenzort

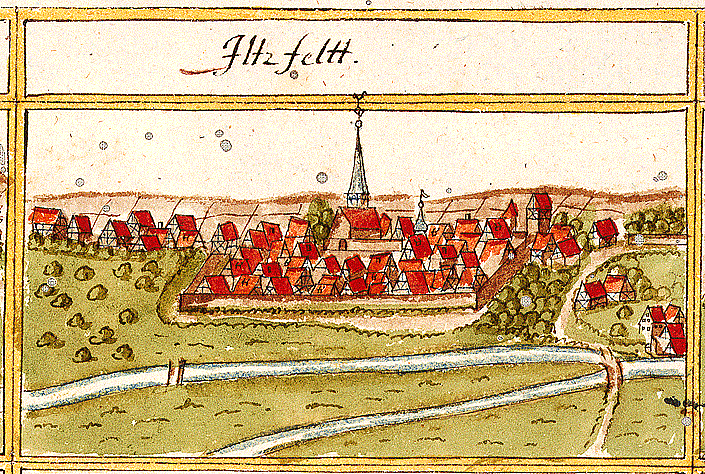
Ilsfeld in der Kieserschen Forstkarte von 1685

1368 kam Ilsfeld zu Württemberg und wurde spätestens um 1460 der Obervogtei in Lauffen am Neckar zugeteilt. Ilsfeld war württembergischer Grenzort, denn im Norden grenzten die inzwischen zum Deutschen Orden zählende Markung Talheim und daran verschiedene weitere Herrschaftsgebiete wie das zur Reichsstadt Heilbronn zählende Flein, die kurpfälzische Herrschaft Stettenfels, die Grafschaft Löwenstein und weitere Territorien an. Während des Krieges des württembergischen Herzogs Ulrich dem Vielgeliebten gegen 30 schwäbische Reichsstädte kam es im Jahr 1450 zu einem Angriff der Heilbronner auf Ilsfeld, bei dem der Ort verwüstet, 40 Menschen getötet und 300 Stück Vieh geraubt wurden.
Nördlich von Ilsfeld verlief ab 1456 der Württembergische Landgraben als Grenzbefestigung mit dem Landturm nahe dem zu Ilsfeld zählenden Weiler Wüstenhausen. 1460 ereignete sich dort die Schlacht von Wüstenhausen, in der Herzog Ulrich die Truppen von Pfalzgraf Friedrich dem Siegreichen schlug. Die militärischen Auseinandersetzungen des 15. Jahrhunderts waren wohl die Ursache für den Bau der hohen Dorfmauer um Ilsfeld, die mit zehn Türmen verstärkt wurde. Zur gleichen Zeit gingen etliche der kleineren Siedlungen um Ilsfeld herum unter. In Ilsfeld gingen fünf Markungen wüstgefallener Dörfer auf, wodurch die Ilsfelder Markung auf über 1.700 Hektar anwuchs und der Ort neben Lauffen die größte Markung im späteren Oberamt Besigheim hatte.
In den Kriegen des 16. und 17. Jahrhunderts hatte Ilsfeld sehr zu leiden. 1519 war der Ort Quartier für das Heer Herzog Wilhelms IV. von Bayern. Im Dreißigjährigen Krieg brach 1626 und 1634 die Pest aus, außerdem war der Ort 1638/39 Quartier kaiserlicher Truppen, und 1645 kam es zu Plünderungen durch Franzosen, Hessen und Weimarer. Die Bevölkerung ging während des Krieges von etwa 1200 auf kaum mehr als 100 Einwohner zurück, und noch Jahre nach Kriegsende lag ein Großteil der Weinberge und Äcker brach. Der Ort benötigte trotz des Zuzugs vieler Siedler aus Österreich und der Schweiz rund 100 Jahre, um sich von dem verheerenden Krieg zu erholen. Währenddessen waren weitere Einquartierungen und Kontributionsforderungen zu erdulden. 1672 bis 1675 nahmen brandenburgische Truppen mehrmals Quartier in Ilsfeld. Während des Pfälzischen Erbfolgekriegs war der Ort im Jahr 1693 Quartier für französische Truppen, die von dort aus Heilbronn anzugreifen trachteten.

### Württembergische Landgemeinde
Im 18. Jahrhundert gab es in Ilsfeld wieder geordnete Verhältnisse und ein bescheidenes Wachstum. Nach den Napoleonischen Kriegen, in deren Folge das gesamte umliegende Gebiet zum 1806 errichteten Königreich Württemberg kam, und nach Neuordnung der württembergischen Oberämter gehörte Ilsfeld ab 1808 zum Oberamt Bietigheim, ab 1810 zum Oberamt Besigheim. Der Ort dehnte sich allmählich, zunächst nach Westen und Osten längs der Hauptstraße, über seine mittelalterlichen Grenzen hinaus aus. 1832 waren die Stadttore nicht mehr vorhanden. Im Jahr 1844 wurden erstmals über 2000 Einwohner gezählt. Gleichwohl herrschte bis weit ins 19. Jahrhundert auch immer wieder große Armut. 1816, 1831 und 1841 gab es Hungersnöte. In den Jahren 1810 bis 1890 wanderten 651 Einwohner zumeist nach Amerika, manche aber auch nach Afrika (Kapland) und nach Russland (Kaukasus) aus.
Von 1889 bis 1891 wurde eine Straßenverbindung zur Oberamtsstadt Besigheim geschaffen, im November 1899 wurde ein Teilstück der nahe Ilsfeld verlaufenden Bottwartalbahn eingeweiht, die im Folgejahr von Ilsfeld bis zum Heilbronner Südbahnhof verlängert wurde. Die Königlich Württembergischen Staats-Eisenbahnen erbauten das Bahnhofsgebäude als Einheitsbahnhof vom Typ IIIa. Im frühen 20. Jahrhundert wurde das bäuerliche Ilsfeld dadurch auch zu einer Arbeiterwohngemeinde für das nahe Heilbronn, wo bald etwa 200 Ilsfelder überwiegend in Fabriken wie der Zwirnerei Ackermann, der Suppenfabrik Knorr, der Silberwarenfabrik Bruckmann und der Seifenfabrik Flammer Arbeit fanden. Nach dem Bau des Elektrizitätswerks in Pleidelsheim um 1907 wurde Ilsfeld bis 1914 elektrifiziert.

### Stadtbrand 1904

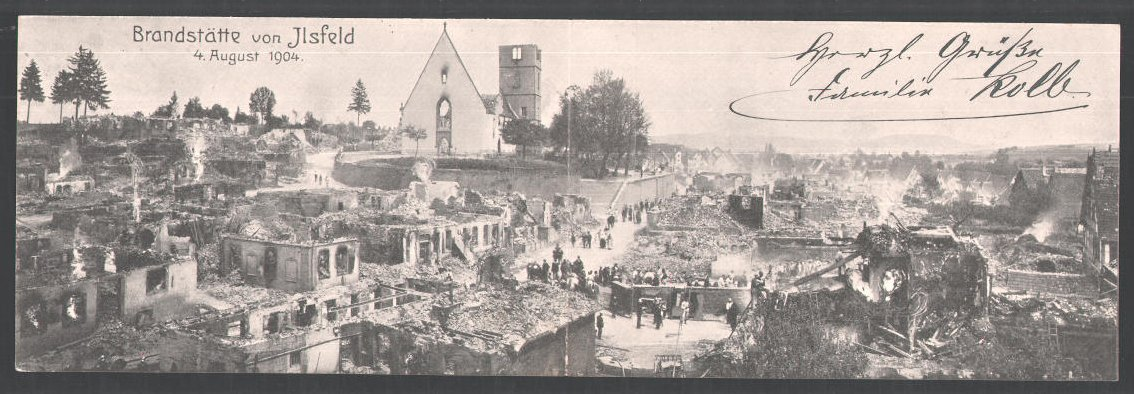
Nach der Brandkatastrophe

Am 4. August 1904 wurden bei einem Großbrand im Ort mit einer Brandfläche von etwa 420 Ar unter anderem 130 Gebäude mit Rathaus, Schule und Kirche sowie 77 Scheunen vernichtet. Eine Person kam ums Leben, 706 Personen wurden obdachlos. Der Sachschaden wurde auf insgesamt 1.392.696 Reichsmark geschätzt. Ursache des Brandes war ein Spirituskocher, der von Kindern beim Braten von Äpfeln umgestoßen wurde. Die unterschiedlichen Schlauchkupplungen der örtlichen württembergischen Feuerwehren stellten ein großes Löschhindernis dar. Die Brandkatastrophe schockierte ganz Deutschland. Neben König Wilhelm II. reisten über 40.000 Schaulustige in den folgenden Tagen an.
Bereits am 8. August wurde von der Ministerialabteilung für den Straßen- und Wasserbau ein Wiederaufbaustab unter der Leitung von Oberbaurat Richard von Leibbrand gebildet, der zunächst ein 100 Häuser umfassendes Barackendorf zur Einquartierung der obdachlos gewordenen Einwohner zur Überdauerung des bevorstehenden Winters errichtete. Anschließend erfolgte die Umsetzung eines neuen Ortsbauplanes, der von den beiden angehenden Architekten Franz Roeckle und Willy Graf auf „Empfehlung der Stauttgarter Professoren“ entworfen worden war. Beim Neubau der Ortsmitte wurde die heute noch zentrale Hauptstraße (seit 1906: König-Wilhelm-Straße) auf 11 Meter verbreitert, indem man auf die einst einen Engpass bildende Bebauung auf der zur Kirche führenden Hangseite verzichtete und den Hang mit der ortsbildprägenden und beim Neubau um 100 Meter verlängerten Planmauer stützte. Die wichtigen öffentlichen Gebäude (Rathaus, Kirche, Schule, Lehrerwohnhaus, Pfarrhaus und Dorastift) wurden nach Plänen der Architekten Schmohl und Staehelin in schwäbisch-ländlichen Formen mit Stilelementen des Jugendstils neu erbaut. Der Wiederaufbau des Ortes war im Wesentlichen bis 1906 abgeschlossen.
Eine Industrieansiedlung in Ilsfeld scheiterte 1911 vorerst noch an fehlender Infrastruktur, der Ort blieb bis zum Zweiten Weltkrieg ein bäuerlich geprägtes Dorf. 1935 gab es 335 größtenteils kleine landwirtschaftliche Betriebe, in denen 40–60 % der Einwohner ihr Auskommen fanden, sowie 120 Kleingewerbebetriebe mit insgesamt 220 Beschäftigten. Eine Verkehrsanbindung zum nahen Lauffen, wo das Zementwerk Lauffen Arbeit bot, scheiterte 1929, als eine geplante Kraftpostlinie nicht verwirklicht wurde.

### Zeit des Nationalsozialismus
Der 1916 gewählte Schultheiß (ab 1932: Bürgermeister) Hugo Heinrich trat 1934 in die NSDAP ein und blieb auch während der Zeit des Nationalsozialismus im Amt. 1937 beantragte Heinrich zwar krankheitsbedingt seine Versetzung in den Ruhestand, konnte jedoch wegen eines ärztlichen Gutachtens das Amt vorerst nicht ablegen und bekleidete es bis nach dem Zweiten Weltkrieg. Von 1939 an war Heinrich auch gemeinschaftlicher Bürgermeister von Schozach.
1935 begann der Bau des Teilstücks der A 81 von Heilbronn nach Stuttgart, die die Markung von Ilsfeld im Südosten durchschneidet. Bei Auflösung des Oberamts Besigheim kam Ilsfeld 1938 – im Gegensatz zu den meisten anderen Gemeinden – zum Landkreis Heilbronn.

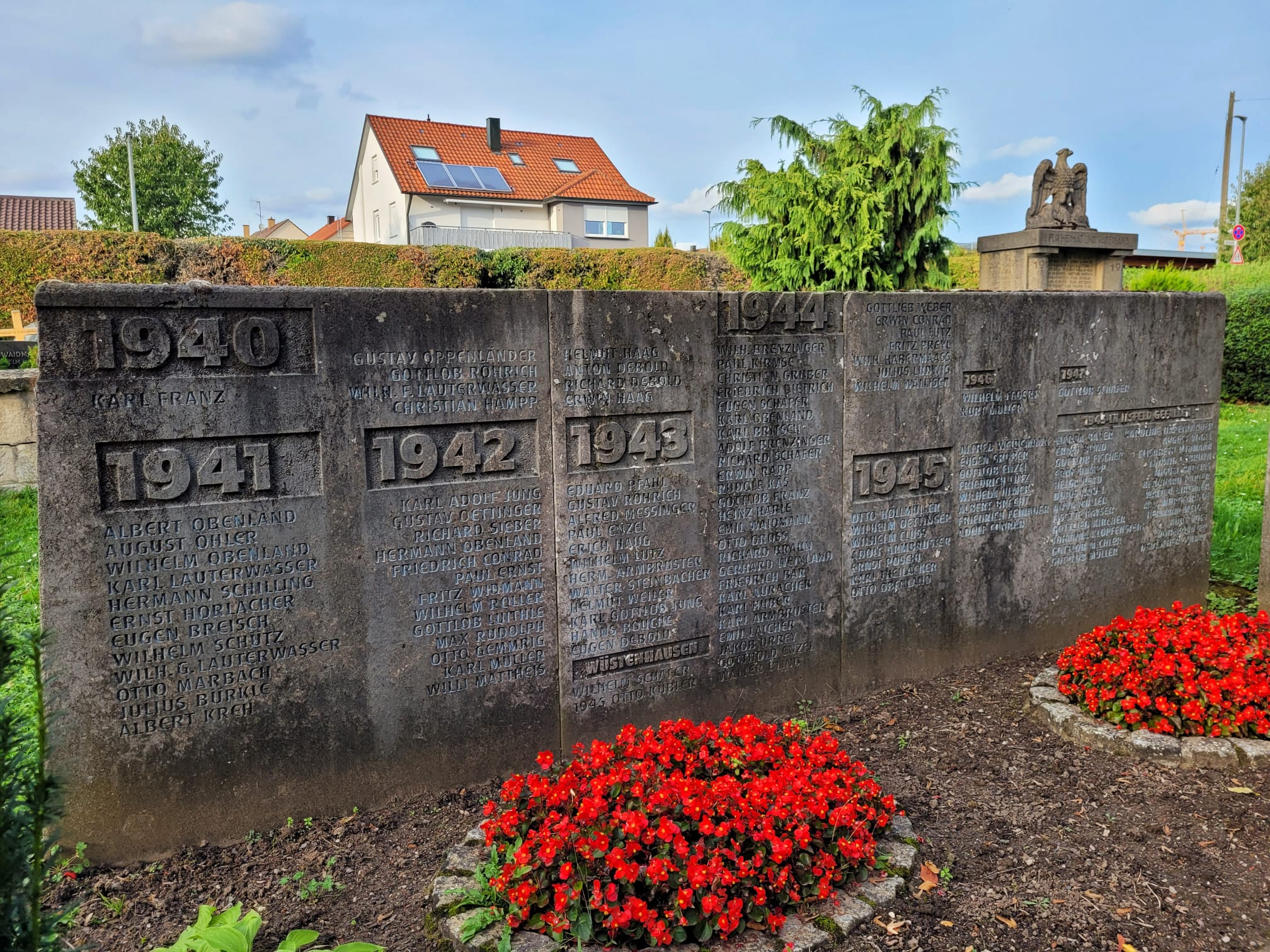
Gefallenen-Ehrenmal im Alten Friedhof

Im Zweiten Weltkrieg wurde Ilsfeld zunächst weitgehend von Luftangriffen verschont, obwohl ab 1941 schwere Angriffe auf umliegende Orte verübt wurden. Der Zustrom von Flüchtlingen ließ die Einwohnerzahl des Ortes während des Krieges steigen: 1939 wurden 1999 Einwohner gezählt, Ende 1945 waren es 2164. Nach dem Luftangriff auf Heilbronn am 4. Dezember 1944 flüchteten rund 600 Heilbronner in das zu diesem Zeitpunkt ohnehin schon mit Flüchtlingen und Vertriebenen angefüllte Ilsfeld. In den letzten Kriegstagen wurde Ilsfeld am 14. und am 16. April 1945 selbst zum Ziel von Luftangriffen, bei denen rund 50 Gebäude zerstört wurden und mehrere Tote zu beklagen waren. Am 20. April 1945 wurde Ilsfeld dann von amerikanischen Truppen besetzt.

### Ilsfeld seit dem Zweiten Weltkrieg

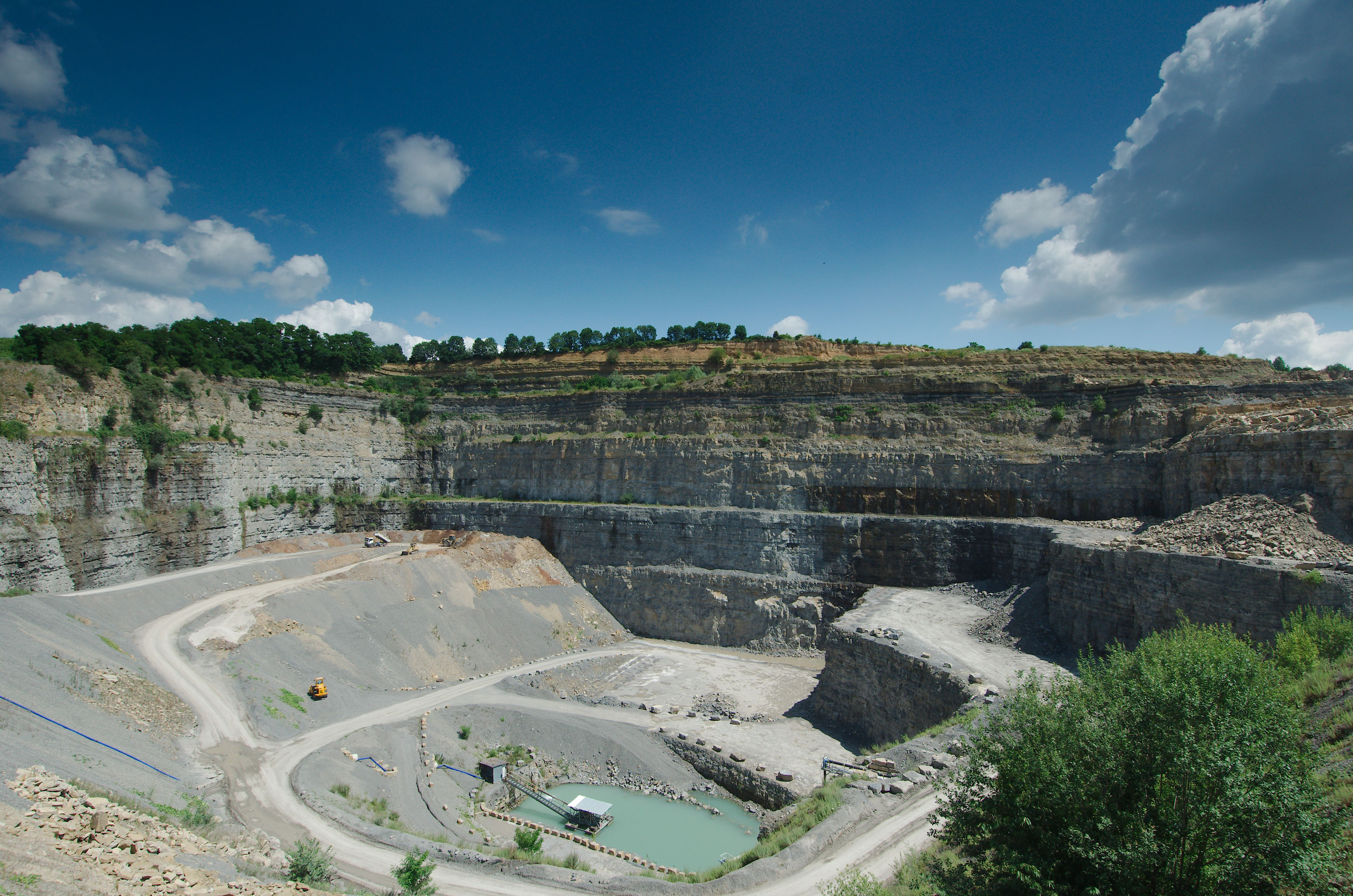
Steinbruch Ilsfeld

1945 wurde Ilsfeld Teil der Amerikanischen Besatzungszone und gehörte somit zum neu gegründeten Land Württemberg-Baden, das 1952 im jetzigen Bundesland Baden-Württemberg aufging.
Nach dem Ruhestand von Bürgermeister Heinrich 1947 gab es in Ilsfeld bis 1948 keine gesetzliche Bürgermeisterwahl. Der kurzfristig von Landrat Sihler ins Amt eingesetzte Berufssoldat Walter Schwörer und der danach vom Gemeinderat gewählte Apotheker K. H. Frank hatten die Gemeinde rasch wieder verlassen. Der langjährige Bürgermeister-Stellvertreter Gottlob Frank nahm daraufhin 1947/48 die Geschäfte des Bürgermeisters wahr, ihm folgte der 1948 gewählte Eugen Härle, der bis 1974 Bürgermeister von Ilsfeld und von 1954 bis zur Eingemeindung 1972 auch wieder Bürgermeister von Schozach war.
Wegen des geringen Fahrzeugbestandes wurde die Autobahn erst ab 1950 wieder befahrbar gemacht, wobei Ilsfeld zunächst nur eine einseitige Auffahrt für Militärfahrzeuge besaß, die bis 1955 stillgelegt werden sollte. 1956 wurde dann doch eine Anschlussstelle eingerichtet und 1968/74 zwei Raststätten. Die Nähe zur Autobahnanschlussstelle und der zunehmende Automobilverkehr einhergehend mit der Stilllegung der Bottwartalbahn 1967 brachten den Straßendörfern Ilsfeld und Auenstein große Verkehrsbelastungen, die im Falle von Auenstein in den 1990er Jahren mit einer Umgehungsstraße entschärft werden konnten, in Ilsfeld jedoch weiterhin bestehen.

1950 gab es in den Orten der heutigen Gesamtgemeinde Ilsfeld 571 landwirtschaftliche Erwerbsbetriebe mit 1151 Beschäftigten sowie 217 Gewerbebetriebe mit 448 Beschäftigten. Durch die Ansiedlung von Industrie und Gewerbe ist Ilsfeld seit den 1950er Jahren stark angewachsen. Die Landwirtschaft war bald nicht mehr der größte örtliche Erwerbszweig, ihre Stelle wurde vom verarbeitenden Gewerbe eingenommen. 

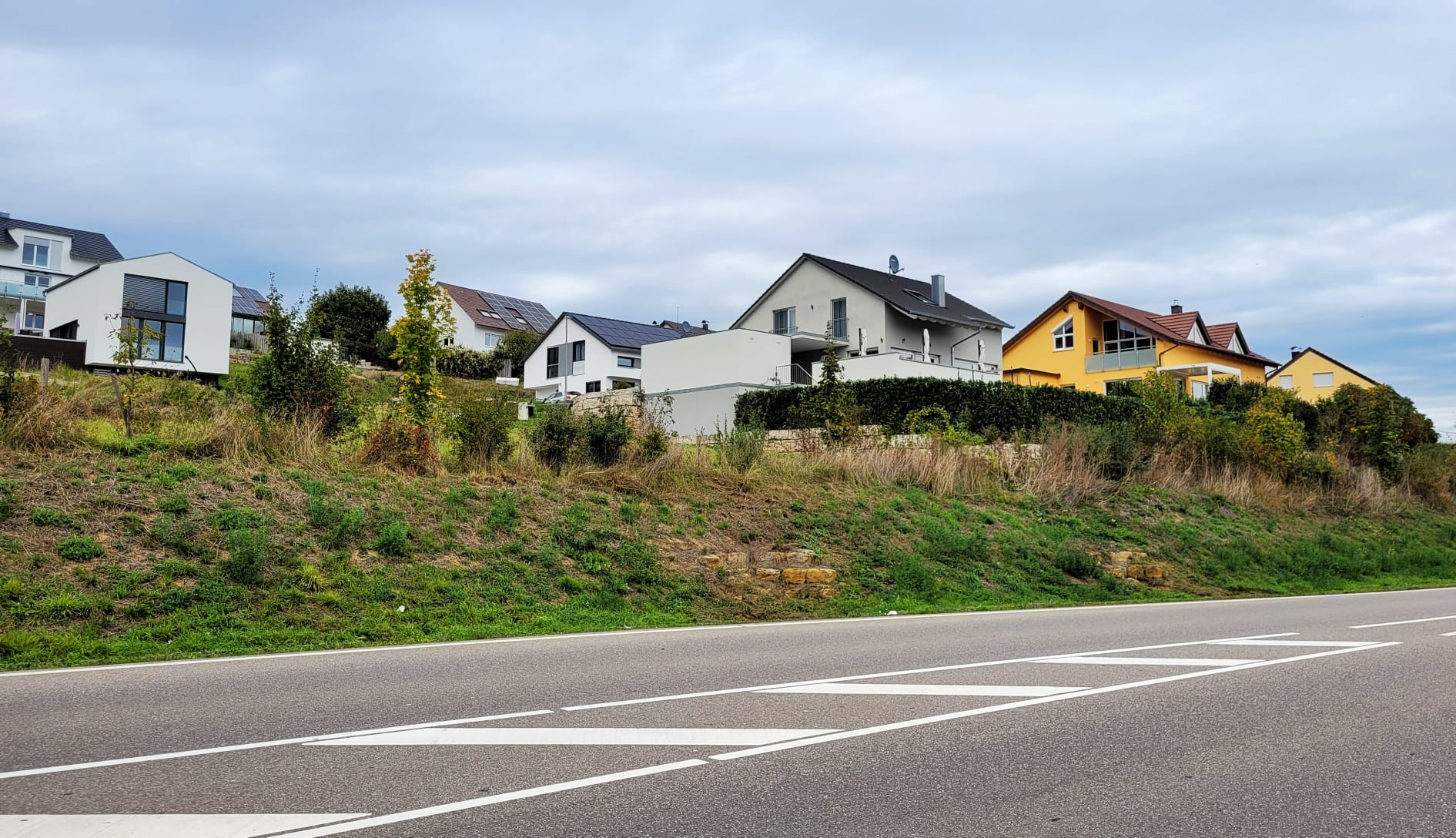
Neubaugebiet Steinhäldenweg

 Zwischen dem Ort und der östlich gelegenen Autobahnauffahrt erstreckt sich das Gewerbegebiet Ilsfeld Ost, nördlich und südlich des Ortes sind beginnend mit der Kernersiedlung 1952 große Neubauwohngebiete entstanden. Auch in den Teilorten kam es zur Ausweisung von weiteren Wohn- und Gewerbegebieten. 1987 gab es noch 58 landwirtschaftliche Betriebe mit 203 Beschäftigten gegenüber 332 Gewerbebetrieben mit 2029 Beschäftigten. Arbeitsmigration brachte einen Zustrom von Ausländern: In den frühen 1960er Jahren wurde der erste ausländische Arbeitnehmer aufgenommen, 1987 waren unter den etwa 6200 Einwohnern der Gesamtgemeinde rund 550 Ausländer.
Für Aufsehen sorgte im Februar 1970 der Einsturz eines großen Teils der Planmauer, die bis 1974 erneuert werden musste. Zur gleichen Zeit begannen Planungen für die umfassende Sanierung der in die Jahre gekommenen Ortsmitte, die dann in den 1980er Jahren erfolgte und im Zuge derer zahlreiche alte Wohngebäude, die den Großbrand von 1904 überstanden hatten, durch Neubauten ersetzt und Bauten von 1904 saniert wurden.

### Religionen

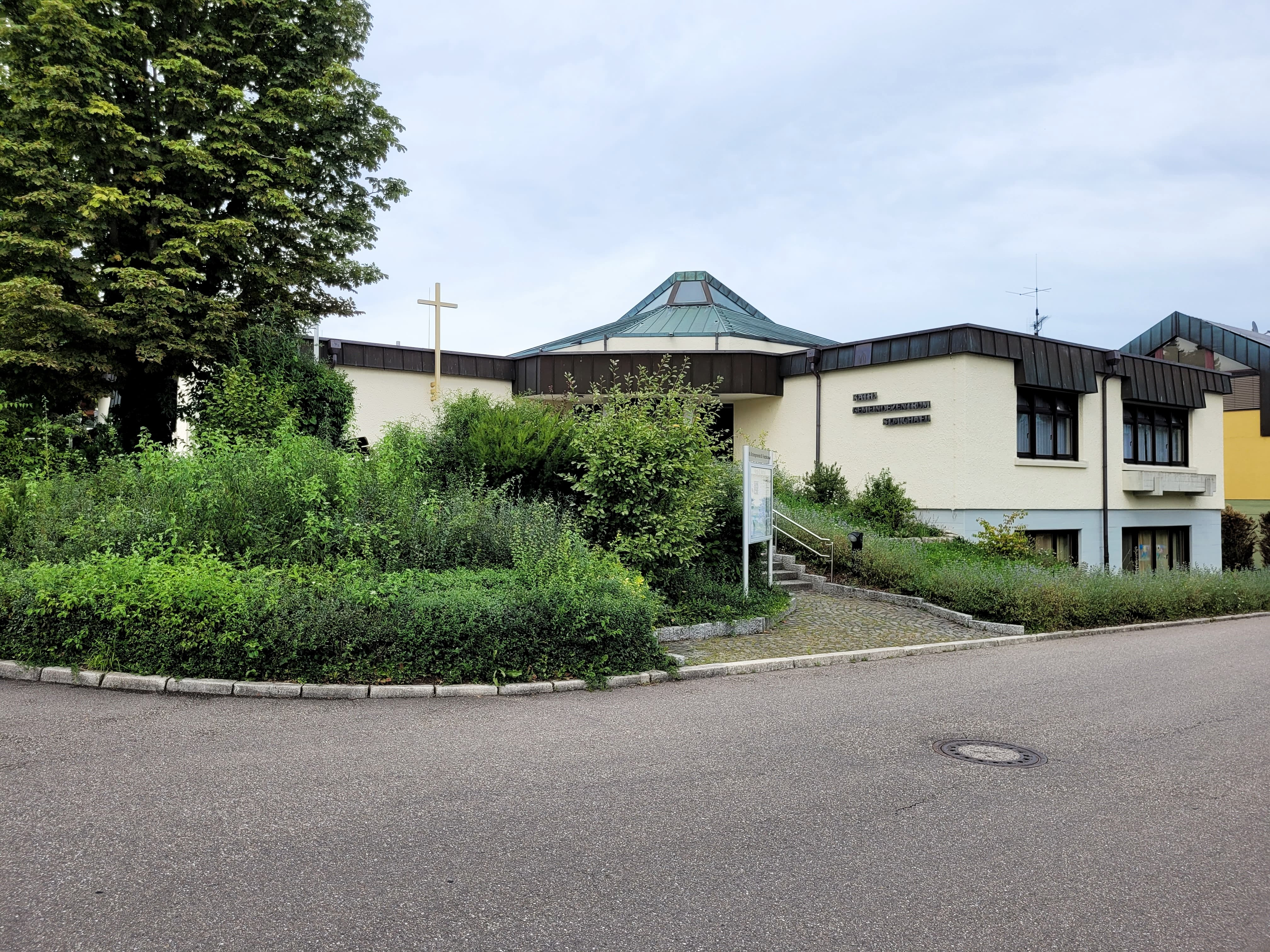
Katholische Kirche St. Michael

In Ilsfeld und Auenstein gibt es jeweils eine eigene evangelische Kirchengemeinde, in Ilsfeld außerdem eine neuapostolische Kirchengemeinde. Für die Katholiken ist die katholische Kirchengemeinde Untergruppenbach zuständig, evangelisch-methodistische Christen sind der Kirchengemeinde Abstatt-Happenbach zugehörig.

### Eingemeindungen
Am 1. Juli 1971 wurde Schozach nach Ilsfeld eingemeindet. Am 31. Dezember 1973 schlossen sich die Gemeinden Ilsfeld und Auenstein (mit Abstetterhof und Helfenberg) zur neuen Gemeinde Ilsfeld zusammen.

## Politik

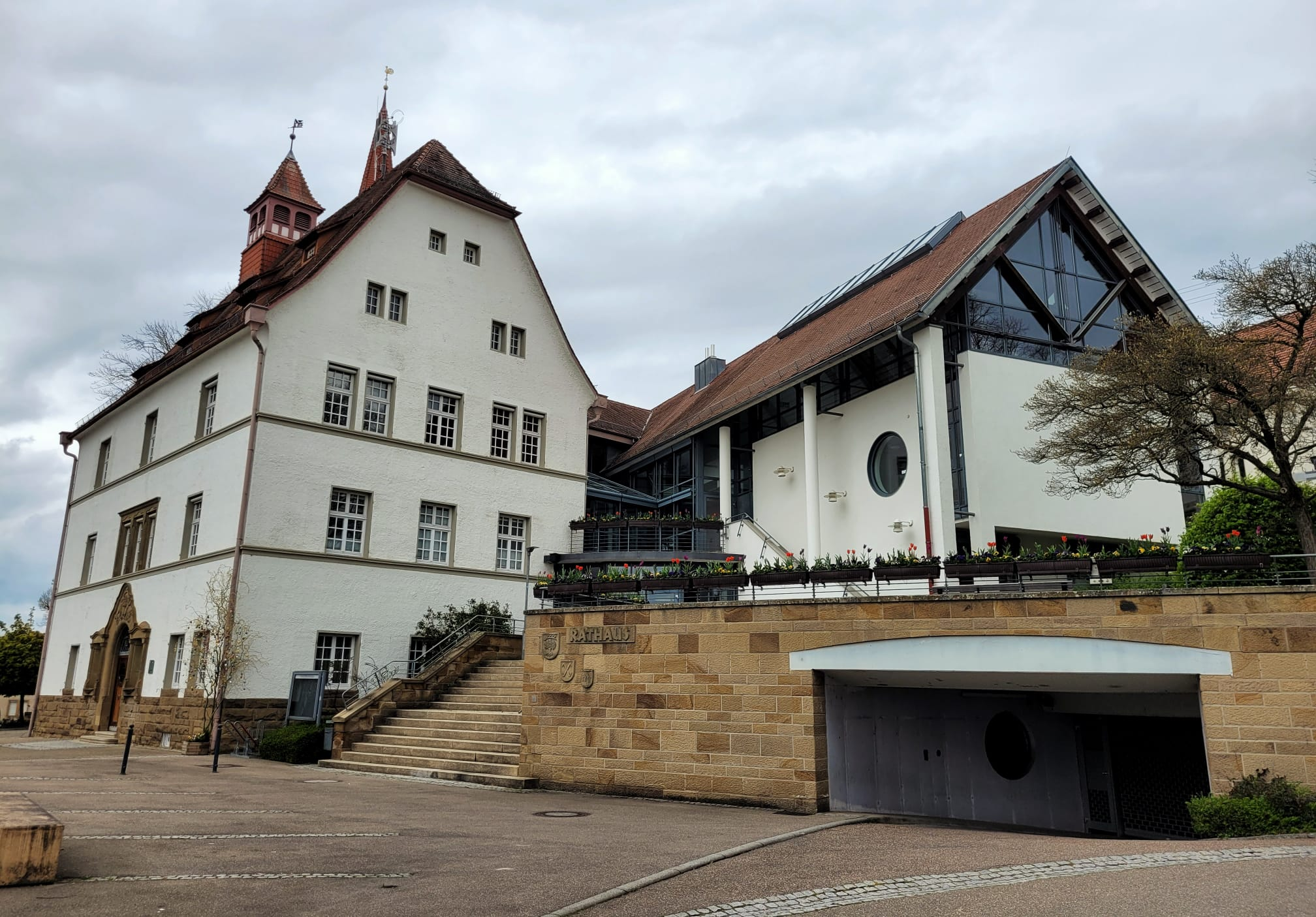
Rathaus von Ilsfeld

### Gemeinderat
Der Gemeinderat besteht aus 18 gewählten ehrenamtlichen Mitgliedern, die für eine Amtszeit von fünf Jahren gewählt sind, und dem Bürgermeister als ebenfalls stimmberechtigtem Vorsitzenden. Bis einschließlich 2014 wurde der Gemeinderat nach dem Verfahren der unechten Teilortswahl gewählt, die zur Wahl 2019 jedoch abgeschafft wurde. Die letzte Wahl am 9. Juni 2024 führte bei einer Wahlbeteiligung von 65,8 % zu folgendem amtlichen Endergebnis:
| Partei / Liste                      | Stimmenanteil | Sitze |
| ----------------------------------- | ------------- | ----- |
| Bürgerforum Ilsfeld                 | 35,5 %        | 6     |
| Bürgerliche Wählervereinigung (BMV) | 30,6 %        | 6     |
| CDU                                 | 25,4 %        | 5     |
| AfD                                 | 7,1 %         | 1     |
| Einzelkandidaten                    | 1,4 %         | 0     |
| Gesamt                              | 100 %         | 18    |

### Bürgermeister
Seit dem 1. Juli 2022 ist Bernd Bordon (SPD) Bürgermeister von Ilsfeld. Er folgte Thomas Knödler nach, der erstmals 1998 gewählt wurde und bis 2022 amtierte. Er wurde 2006 und 2014 im Amt bestätigt. Bei der Bürgermeisterwahl 2022 trat er nicht mehr an. Am 27. März 2022 wurde der bisherige Untereisesheimer Bürgermeister Bordon mit 51,6 Prozent der Stimmen zum Bürgermeister von Ilsfeld gewählt.

### Wappen und Flagge

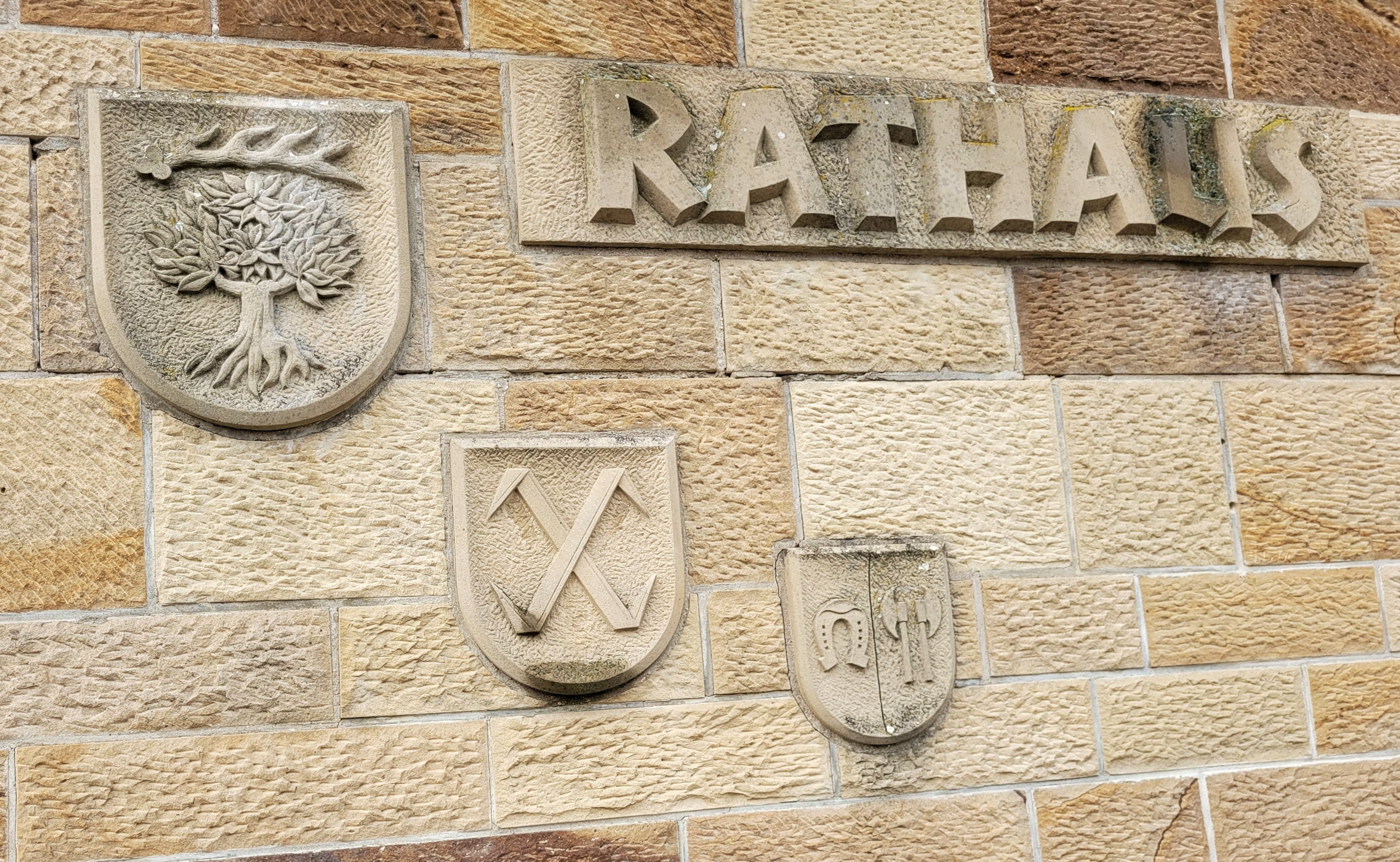
Reliefs der Wappen von Ilsfeld, Auenstein und Schozach beim Rathaus

Die Blasonierung des Ilsfelder Wappens lautet: In Silber unter einer liegenden schwarzen Hirschstange ein bewurzelter grüner Baum. Die Flagge der Gemeinde ist Grün-Weiß.
Der Baum ist das Fleckenzeichen Ilsfelds und als solches 1685 nachgewiesen, die Hirschstange steht für die Zugehörigkeit Ilsfelds zu Württemberg. Die Kombination beider Zeichen in einem Wappen ist (mit nach rechts gelegter Hirschstange) in den Ilsfelder Siegeln ab 1468 nachgewiesen; das Siegel von 1468 ist das älteste bekannte Dorfsiegel und Dorfwappen Württembergs. Die Siegel ab 1596 zeigen dann die Hirschstange in ihrer heutigen Ausrichtung. Seit dem späten 16. Jahrhundert sind die Farben des Wappens nachgewiesen. Die nach der Vereinigung mit Auenstein entstandene neue Gemeinde Ilsfeld nahm Wappen und Flagge wieder auf; beide wurden der Gemeinde am 24. Januar 1978 vom Landratsamt des Landkreises Heilbronn verliehen.

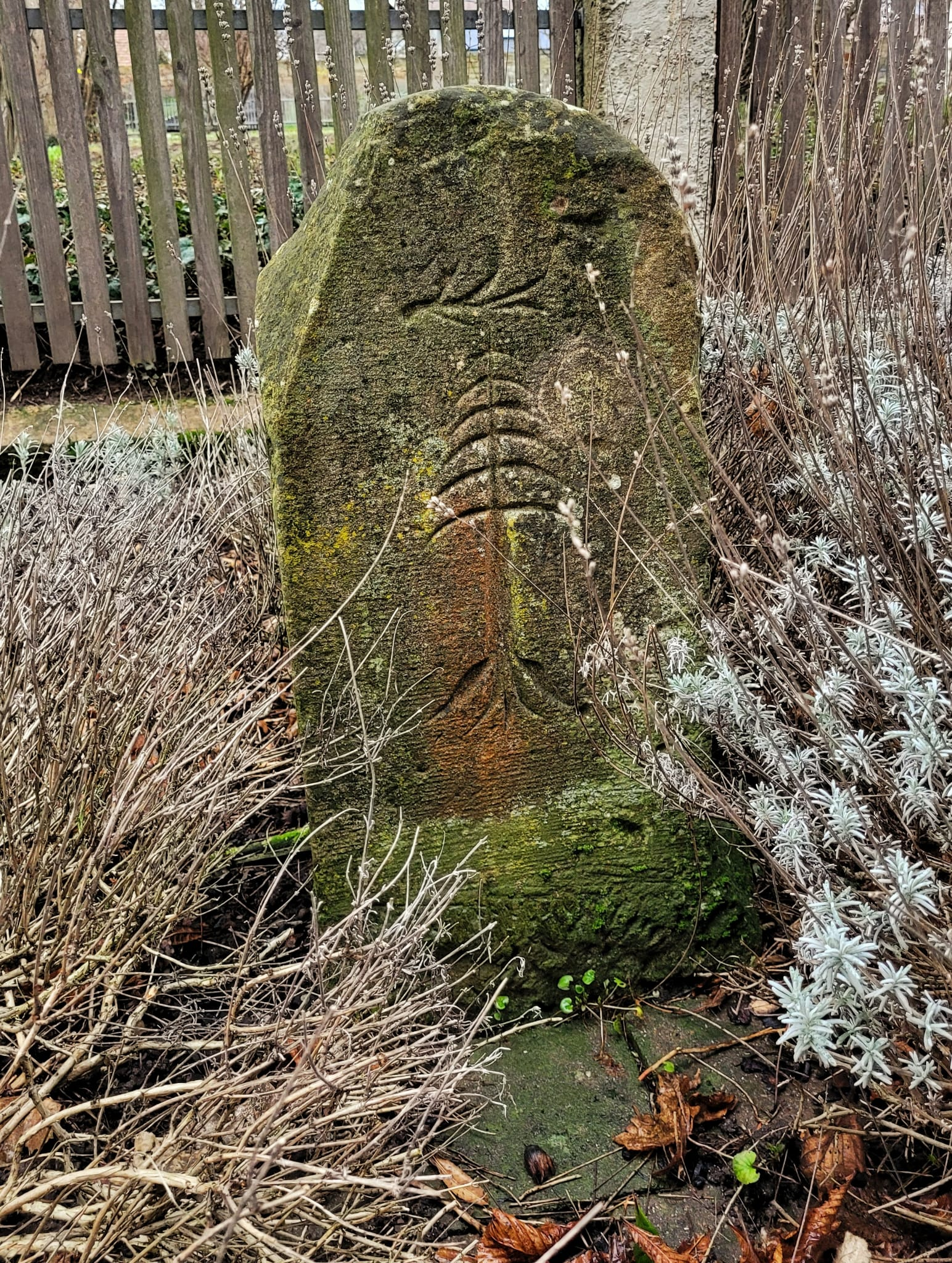
Hist. Grenzstein mit Baum und Hirschstange
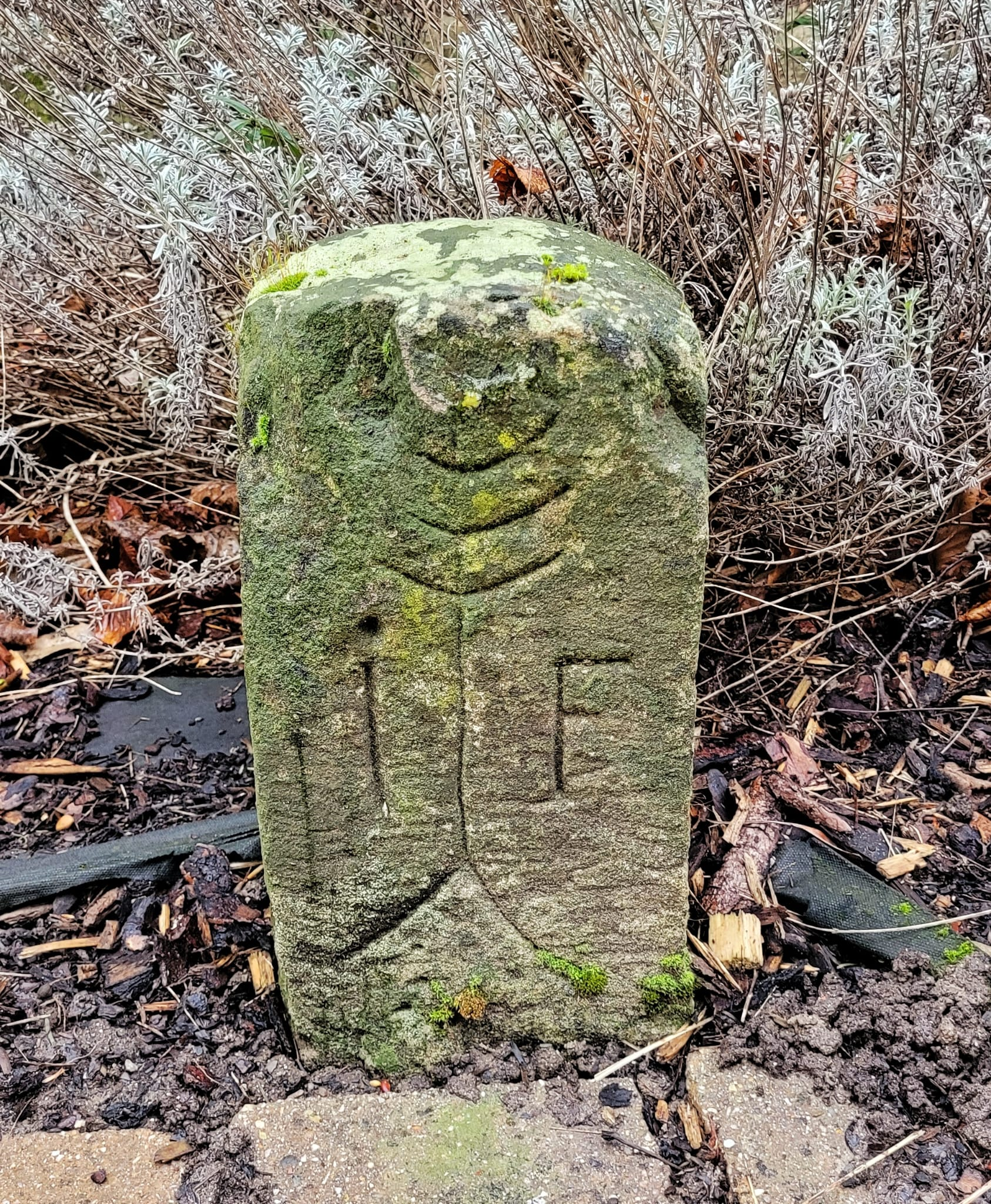
Hist. Grenzstein mit Baum und Buchstaben I F

### Partnergemeinden
Es bestehen Partnerschaften mit Ottery St Mary in Devon, England, mit Auenstein im Kanton Aargau, Schweiz und mit Moșna (Meschen) in Rumänien.

## Kultur und Sehenswürdigkeiten

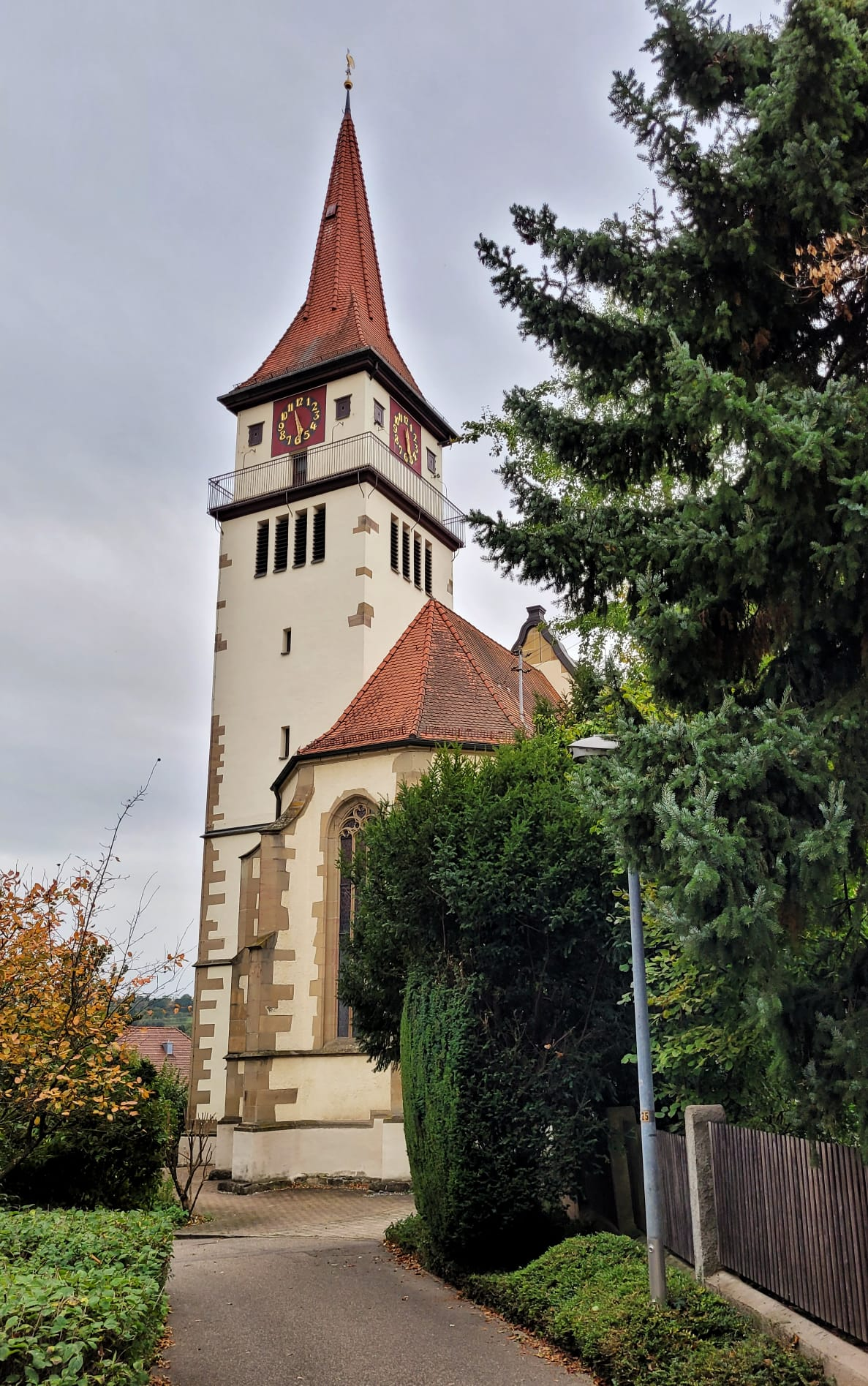
Bartholomäuskirche

### Bauwerke
Nach dem großen Brand von 1904 wurde eine ganze Reihe von Gebäuden im Jugendstil wieder oder neu errichtet. Die von Paul Schmohl erbaute evangelische Bartholomäuskirche auf dem Spreuerberg enthält noch einen spätgotischen Chor sowie Teile des Turms und des Westgiebels ihres Vorgängerbauwerks. Den Bauschmuck im Stil des Jugendstils schuf Josef Zeitler. Gleichzeitig und mit gleichartigen Stilmerkmalen entstanden auf dem Spreuerberg auch das Rathaus mit Jugendstilportal, das Schulhaus, das Pfarrhaus und der Kindergarten Dorastift. Das Rathaus wurde 1993 erweitert.

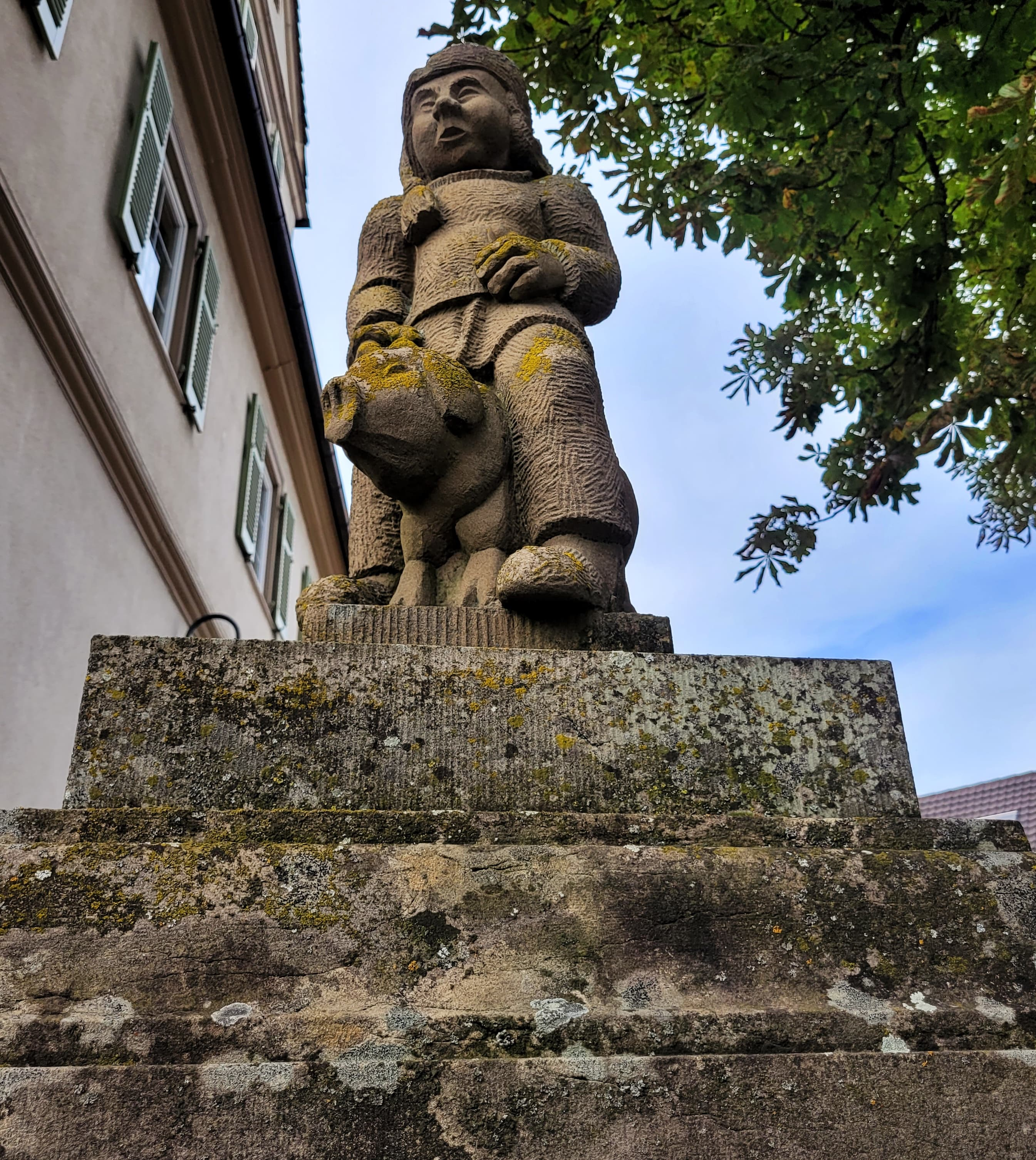
Sandsteinplastik beim Dorastift

Das Dorastift befindet sich an der Stelle des abgebrannten alten Pfarrhauses. Im alten Pfarrhaus verbrachte Ferdinand von Steinbeis von 1811 bis 1821 seine Jugend, bis zu ihrem Tod 1817 lebte dort auch seine Großmutter Friederike Kerner, die Mutter von Justinus Kerner, deren Grab auf dem Ilsfelder Friedhof erhalten ist. Im alten Pfarrhaus wurde nach zwei 1881/86 erfolgten Stiftungen eine Kleinkinderpflege eingerichtet. Nach dem Stadtbrand wurde das Gebäude an dieser Stelle in seiner heutigen Form durch eine Spende von Prof. Karl Vollmöller wiederaufgebaut und nach dessen Frau Theodora Elisabeth Vollmöller Dorastift benannt. Eine große Tafel am Gebäude nennt die verschiedenen Stifter. Auf der Umfassungsmauer des Geländes befindet sich eine humorvolle Sandsteinplastik.

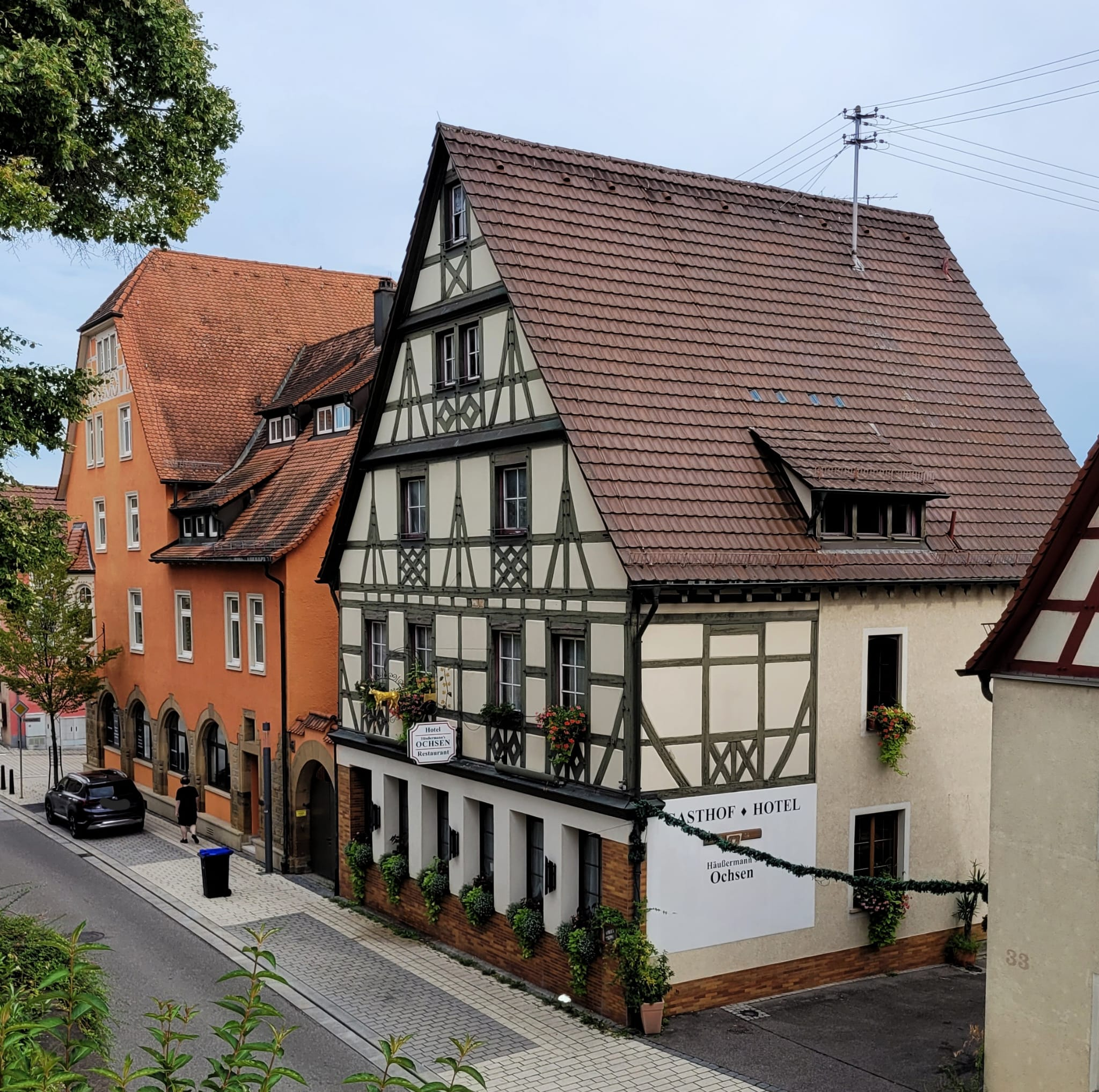
König-Wilhelm-Straße

Die nach dem Brand von 1904 entstandenen Gebäude längs der Hauptstraße weisen in ihren massiven Untergeschossen teilweise auch Stilmerkmale des Jugendstils auf, sind in den Obergeschossen aber zumeist als konventionelle Fachwerkbauten ausgeführt. Das Gasthaus Krone weist noch ein barockes Untergeschoss mit Schmuckportal von 1766 auf.

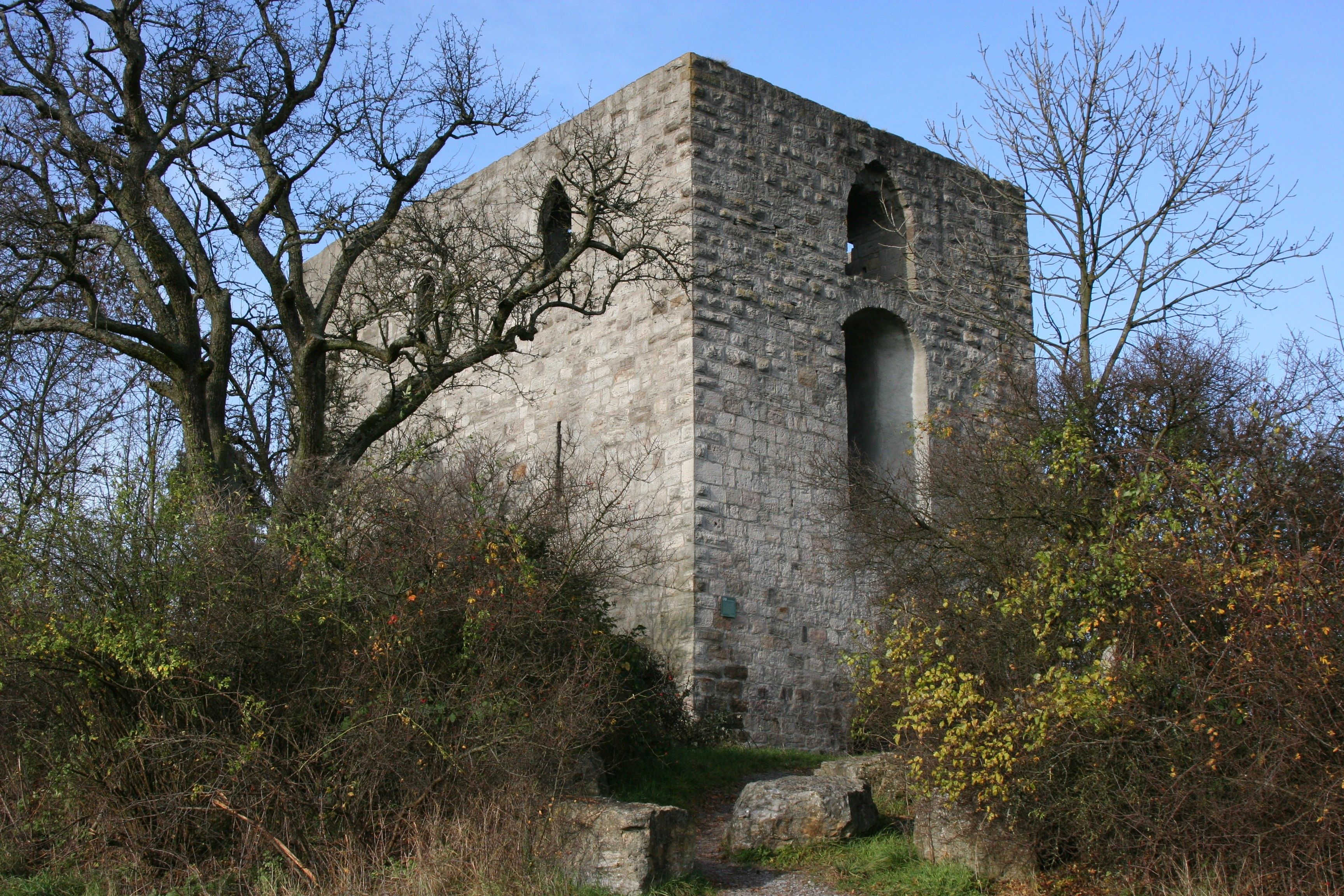
Burgruine Helfenberg

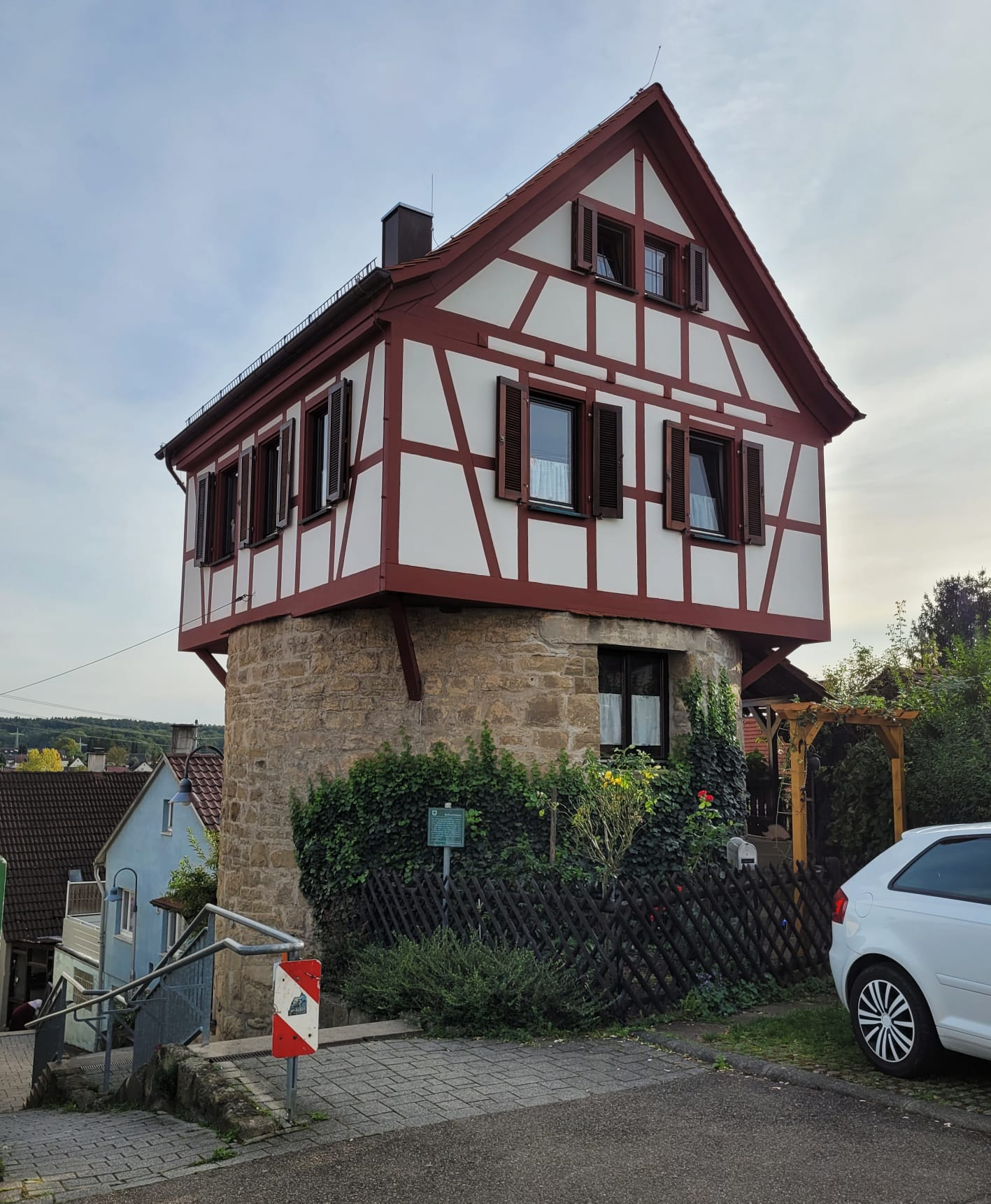
Bollwerksturm

Von der um 1500 angelegten Stadtmauer mit ihren einst zehn Türmen sind lediglich noch Fragmente erhalten. Die Südmauer des Friedhofs sowie Teile der Kirchenmauer gehen noch auf die Stadtmauer zurück. Das östliche Ende des einst ummauerten Bereichs wird noch von zwei erhaltenen Türmen in der Turmstraße und der Bollwerkstraße markiert. Der Obere Bollwerkturm ist seit 1919 mit einem Fachwerkaufsatz zum Wohnhaus ausgebaut. An der Mühlstraße befindet sich als eines der ältesten Gebäude am Ort das auf 1585 datierte so genannte Steinhaus.
Im zu Ilsfeld zählenden Weiler Wüstenhausen sind die Reste einer Kapelle aus dem 15. Jahrhundert sowie der als Zollstätte des Württembergischen Landgrabens genutzte Landturm erhalten.
Oberhalb des zum Ilsfelder Ortsteil Auenstein zählenden Weilers Helfenberg befindet sich die Burgruine Helfenberg.

### Regelmäßige Veranstaltungen
Der jährlich veranstaltete Ilsfelder Holzmarkt wurde bereits 1521 als von alther also gehalten erwähnt. Von einem traditionellen Holzmarkt hat sich die jeweils am letzten Augustwochenende stattfindende Veranstaltung in den 1970er Jahren zu einem Krämermarkt mit Vergnügungspark und Festzelt entwickelt.

## Wirtschaft und Infrastruktur
Ilsfeld ist ein Weinbauort, dessen Lagen zu den Großlagen Schozachtal, Wunnenstein und Kirchenweinberg im Bereich Württembergisch Unterland des Weinbaugebietes Württemberg gehören. In der Weingärtnergenossenschaft Mittleres Schozachtal sind die Weingärtner aus Ilsfeld, Auenstein, Helfenberg und Abstatt zusammengeschlossen. Im Jahre 2000 wurde mit Carina Läpple erstmals eine Ilsfelderin zur Württembergischen Weinkönigin gewählt. Ilsfeld liegt außerdem an der Württemberger Weinstraße, die an vielen Sehenswürdigkeiten vorbeiführt.

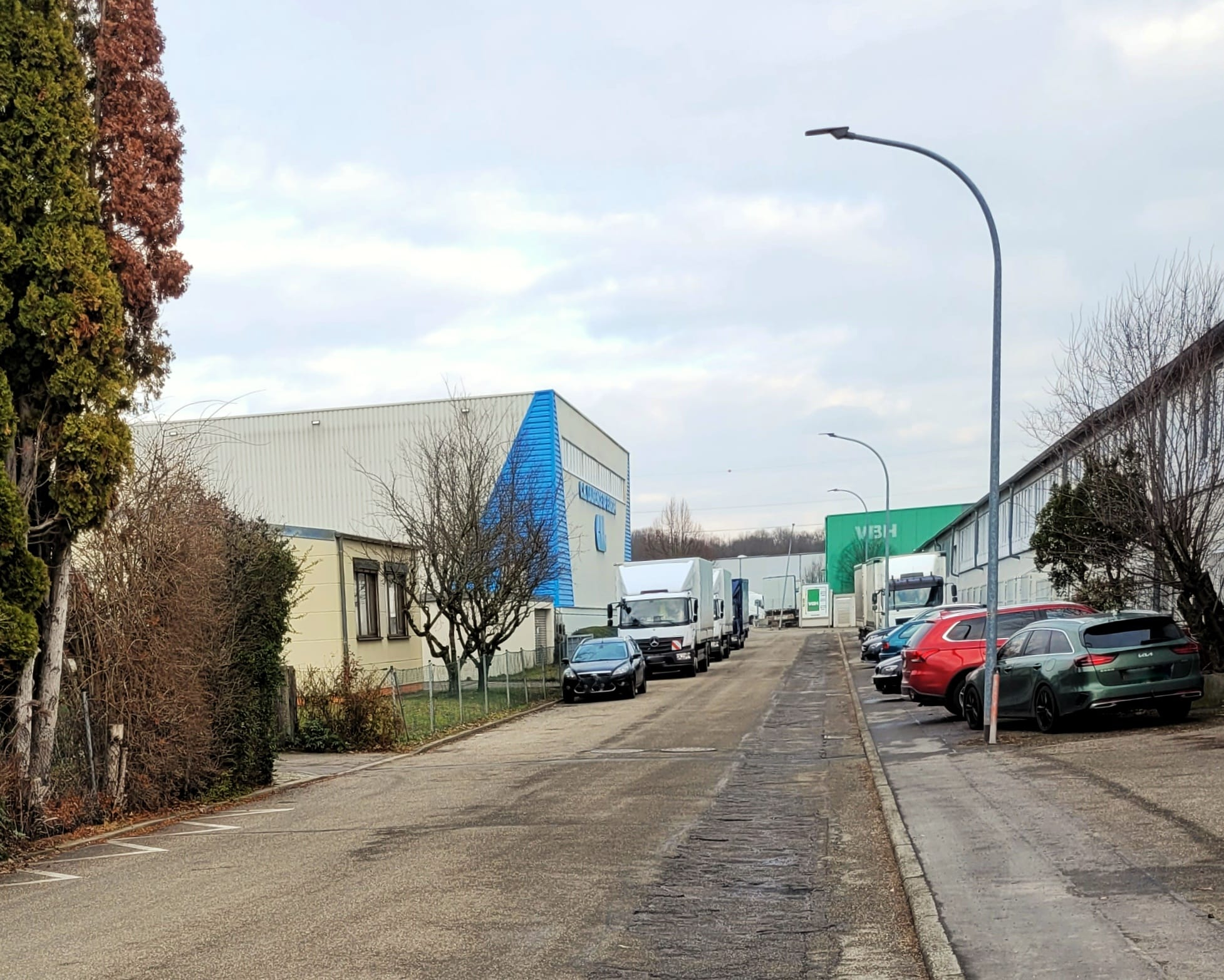
Gewerbegebiet Ilsfeld-Süd

In dem bis in die 1950er Jahre noch überwiegend landwirtschaftlich geprägten Ort sind mehrere Gewerbegebiete entstanden, darunter das in den 1950er Jahren erschlossene Gebiet Ilsfeld Ost (heute: Ilsfeld Süd) sowie das ab 1980 hinzugekommene und kürzlich erweiterte Gewerbegebiet im Gewann Bustatt (heute: Ilsfeld Nord), außerdem Gewerbegebiete in den Teilorten Auenstein und Schozach. In den 1970er und 1980er Jahren machten Arbeitsstätten mit einem bis vier Beschäftigten rund zwei Drittel der 235 Gewerbebetriebe aus, während es jeweils nur drei oder vier Betriebe mit über 50 Beschäftigten gab. Die bedeutendste Branche in Ilsfeld war lange Zeit das verarbeitende Gewerbe, in den 1980er Jahren hat insbesondere die Zahl der Beschäftigten in den Bereichen Handel und Dienstleistungen stark zugenommen.

### Verkehr

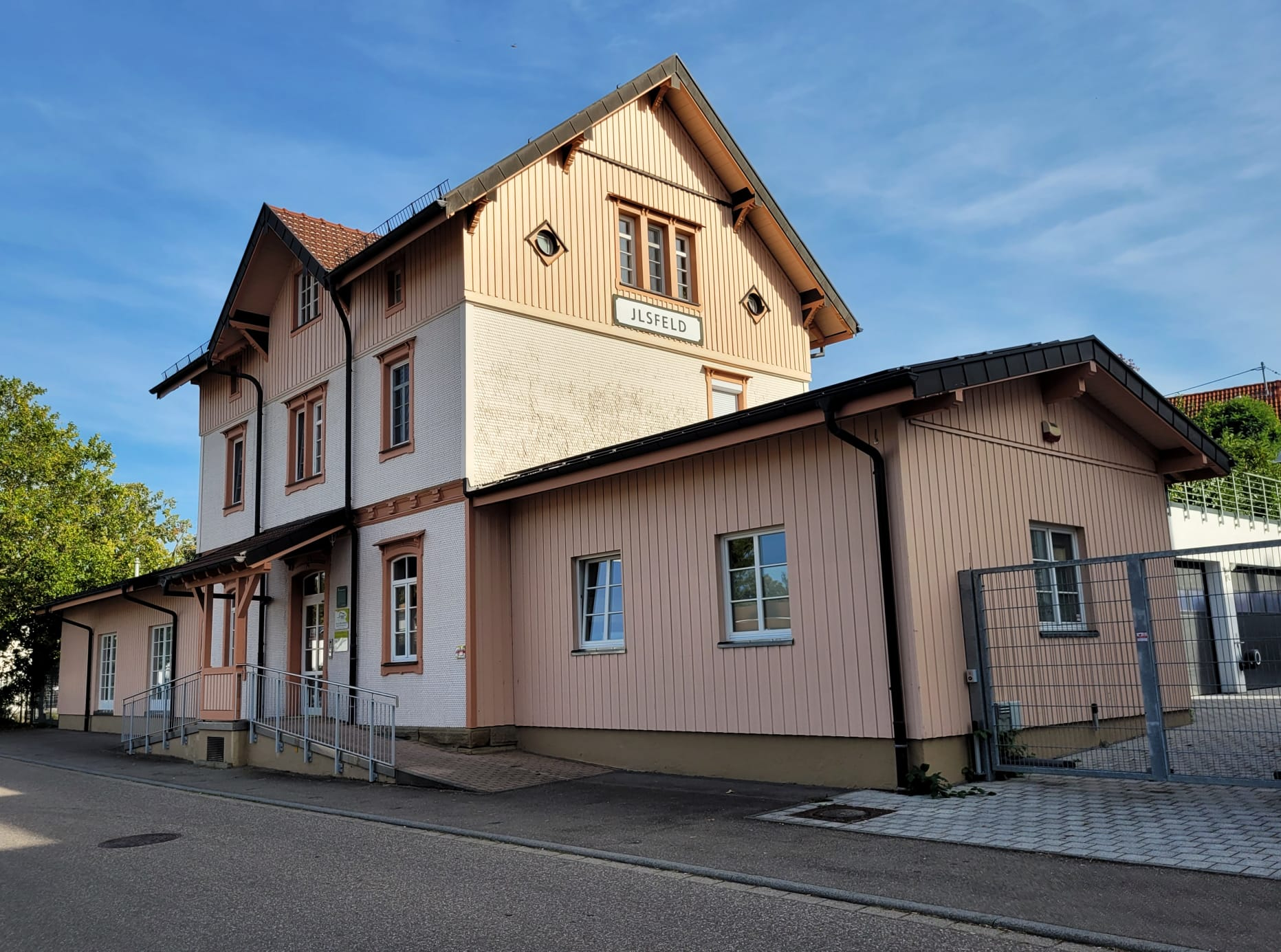
Alter Bahnhof in Ilsfeld (2023)

Ilsfeld liegt direkt an der A 81 (Würzburg–Stuttgart) mit eigener Autobahnanschlussstelle. Von 1899 bis 1968 waren Ilsfeld und Auenstein durch die schmalspurige Bottwartalbahn (Marbach am Neckar–Heilbronn-Süd) an das Schienennetz angeschlossen. 
Auf großen Teilen der ehemaligen Bahntrasse verlief nach Demontage der Gleise zwischenzeitlich der Alb-Neckar-Radweg (Eberbach–Ulm). Inzwischen verläuft dort der Württemberger Weinradweg, der zwar von Steinheim an der Murr über Oberstenfeld, Beilstein nach Ilsfeld auf derselben Strecke verläuft, aber in Talheim nicht weiter nach Heilbronn führt, sondern nach Lauffen am Neckar abzweigt. Insgesamt führt er von Rottenburg am Neckar nach Niederstetten.
Im Gemeindegebiet von Ilsfeld (ohne Ortsteile) galt ab dem 1. März 2008 (ursprünglich 1. Juli 2007, Startzeitpunkt wegen fehlender Verwaltungsvorschriften verschoben) die Feinstaubplaketten-Pflicht. Alle Fahrzeuge, die ab diesem Zeitpunkt in oder durch den Kernort fuhren, mussten mindestens der Schadstoffgruppe 2 angehören. Fahrzeuge der Schadstoffgruppe 1 (ohne Plakette) unterlaegen einem Fahrverbot. Zum 1. Januar 2012 wurde das Fahrverbot nach der Kennzeichnungsverordnung auch auf Fahrzeuge der Schadstoffgruppe 2 (rote Plakette) ausgeweitet.
Zum 1. Mai 2023 hob das Regierungspräsidium Stuttgart die Umweltzone in Ilsfeld (sowie in Wendlingen am Neckar, Schwäbisch Gmünd und Urbach) auf, da sich die Luftqualität verbessert hat und die Grenzwerte für Stickstoffdioxid eingehalten wurden.

### Medien
Über das Geschehen in Ilsfeld berichtet die Tageszeitung Heilbronner Stimme in ihrer Ausgabe SO, Süd-Ost.

### Öffentliche Einrichtungen

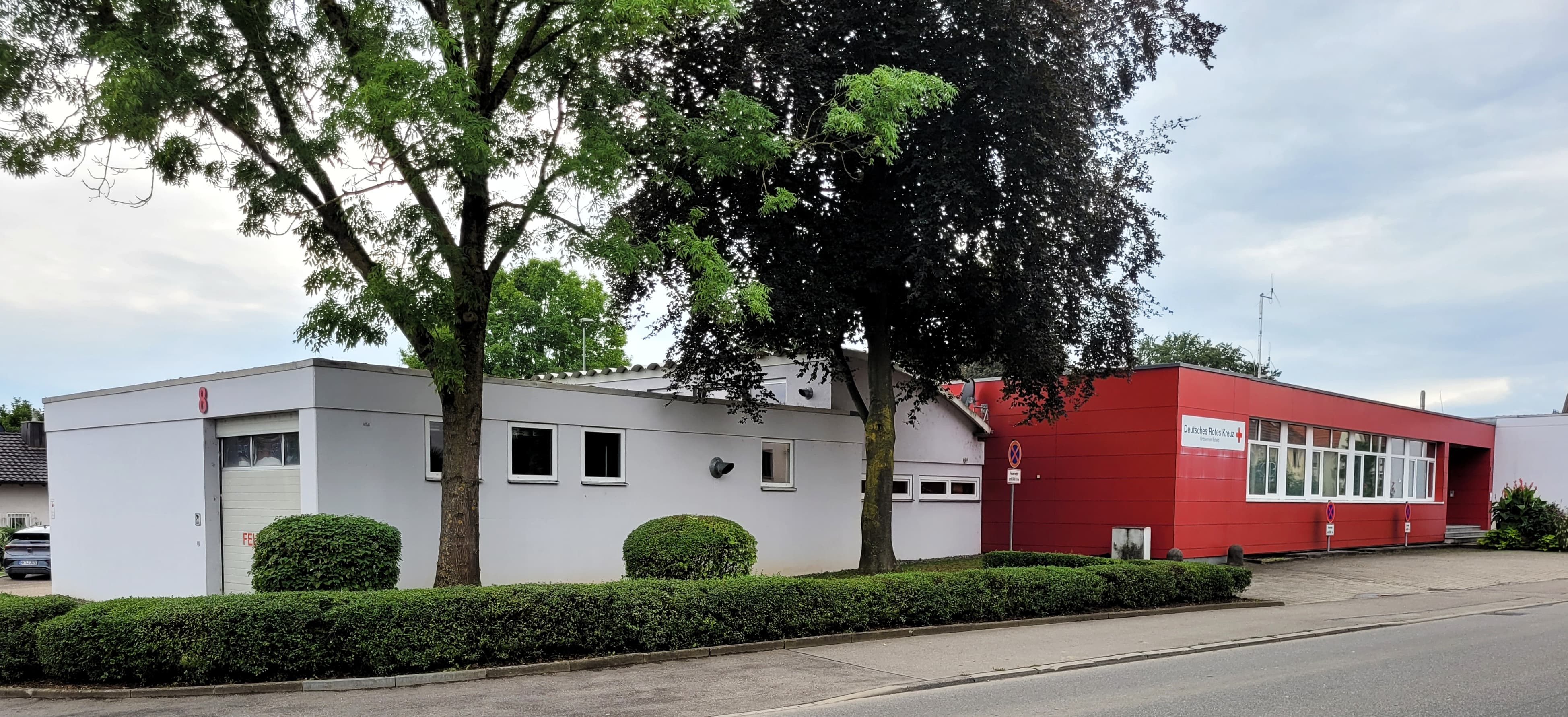
Freiwillige Feuerwehr Ilsfeld

Ilsfeld ist der Standort einer der zehn Rettungswachen im Stadt- und Landkreis Heilbronn. Sie wird durch den Arbeiter-Samariter-Bund Heilbronn-Franken betrieben.

### Bildung

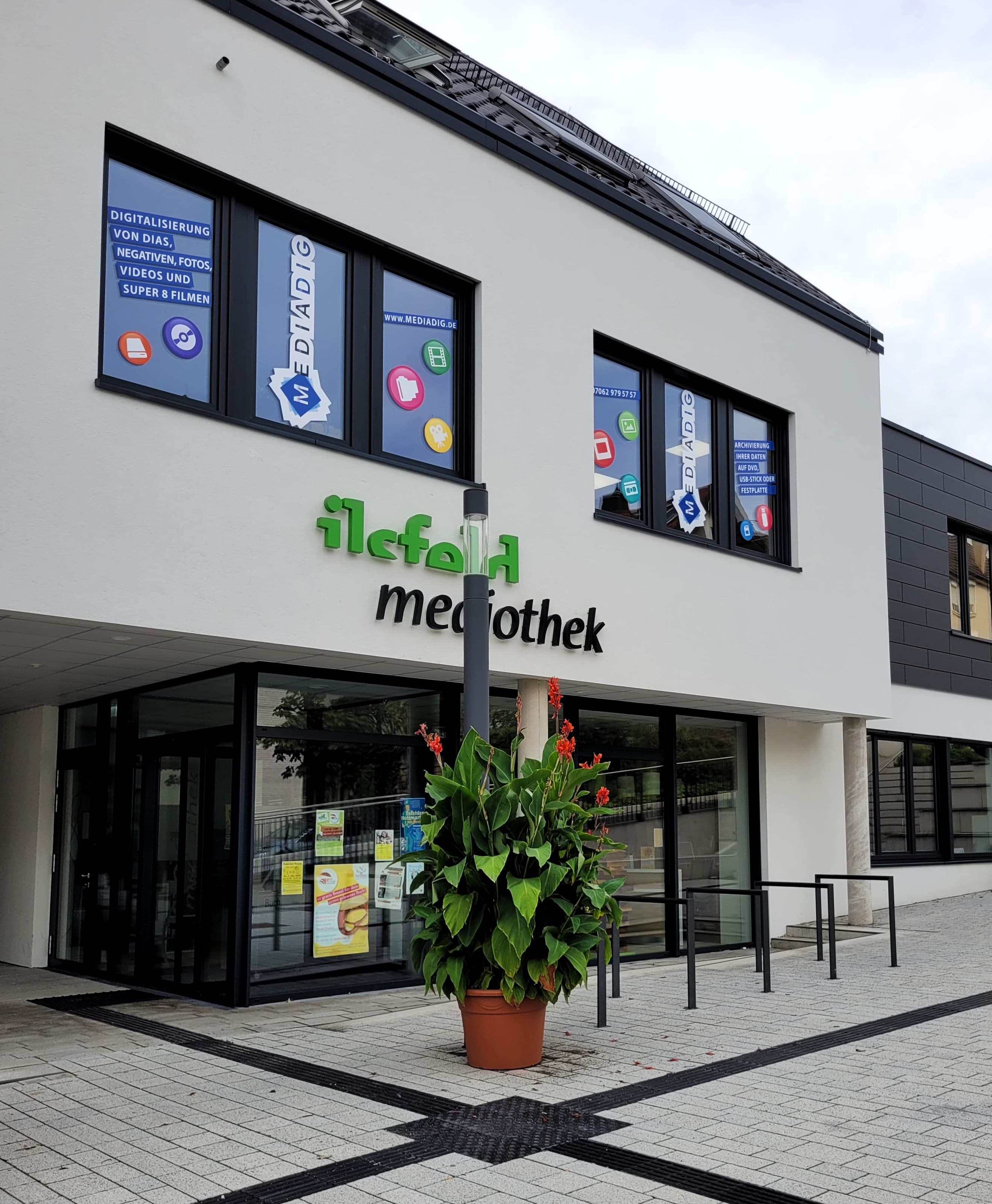
Gemeindebücherei „Mediothek“

Das Steinbeis-Schulzentrum Ilsfeld fasst eine Grund- und Hauptschule mit Werkrealschule sowie die Steinbeis-Realschule zusammen. In Auenstein gibt es die Grundschule Auenstein, in Ilsfeld darüber hinaus die Förderschule Ilsfeld.
Darüber hinaus unterhält die Volkshochschule Unterland in Ilsfeld eine Außenstelle.
Des Weiteren verfügt Ilsfeld über eine eigene Gemeindebücherei.

### Sport

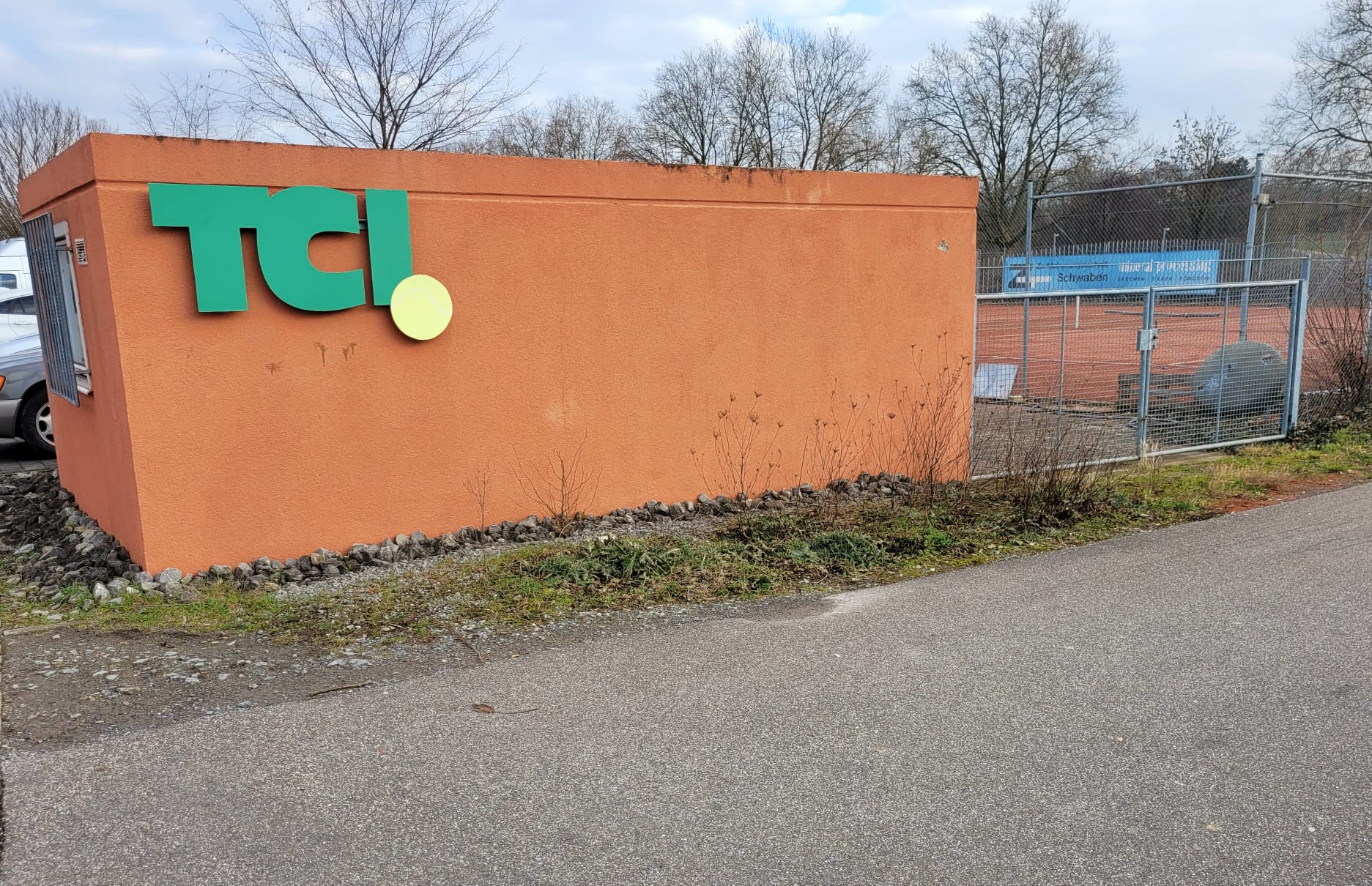
Tennisclub Ilsfeld

In Ilsfeld gibt es ein Freibad, auf dessen Gelände ein DLRG-Heim beheimatet ist. Angrenzend an das Freibad betreibt der Tennisclub „Grün-Weiß“ mehrere Tennisplätze, nebst einem Vereinsheim.
Der Sportclub Ilsfeld (SCI) bietet die Sportarten Badminton, Fußball, Judo, Karate, Leichtathletik, Tischtennis, Reha-Fitness-Gesundheit und Turnen.

## Persönlichkeiten

### Ehrenbürger
Mit Gemeinderatsbeschluss vom 12. Juli 1906 wurden folgenden sechs Personen für ihre Verdienste um den Wiederaufbau des Ortes nach dem großen Brand von 1904 das Ehrenbürgerrecht verliehen:
- Richard von Leibbrand (1851–1929), Oberbaurat, Stuttgart
- Eugen Zimmermann (1862–1911), Oberamtmann, Besigheim
- Karl Vollmöller (1848–1922), Dresden
- Robert Vollmöller (1849–1911), Kommerzienrat, Vaihingen
- Julius Spohn (1841–1919), Kommerzienrat, Neckarsulm
- Ernst Hartmann, Pfarrer

Weitere Ehrenbürger Ilsfelds waren:
- 1951: Gottlob Obenland (1871–1966), Landwirt und Landtagsabgeordneter
- 1971: Gottlob Frank (1900–1983), Landwirt und Gemeinderat
- 1976: Eugen Härle (1911–2003), Bürgermeister i. R.
- 1992: Herbert Diener (1927–2006), Rektor i. R.[23]

### Söhne und Töchter der Gemeinde
- Johann Geyling (* 26. Juni 1495; † 24. Januar 1559 in Großbottwar), lutherischer Theologe und Pfarrer
- Johann Christoph Schwab (* 10. Dezember 1743; † 15. April 1821 in Stuttgart), Philosoph
- Johann Christian Hirzel (* 9. März 1778; † 22. Oktober 1834 in Spaichingen), geboren in Auenstein, württembergischer Oberamtmann
- Ernst Trumpp (* 13. März 1828; † 5. April 1885 in München), evangelischer Theologe und Orientalist
- Hermann Bender (* 13. Juni 1835; † 21. April 1897 in Kirchheim unter Teck), Altphilologe und Rektor des Gymnasiums in Ulm
- Adolf von Nickel (* 26. Mai 1847; † 31. August 1937 in Stuttgart), Stadtdirektor von Stuttgart 1903–1922, später Regierungspräsident des Schwarzwaldkreises
- Robert Vollmöller (* 29. Oktober 1849; † 28. Oktober 1911 in Stuttgart), Kommerzienrat und Fabrikant, Ehrenbürger von Ilsfeld und Vaihingen
- Alfred Agster (* 12. April 1858; † 10. Januar 1904 in Degerloch), Apotheker und Politiker (SPD)
- Friedrich Niethammer (* 3. März 1874; † 29. August 1947 in Korntal), Maschinenbauingenieur
- Friedrich Losberger (* 17. September 1891; † 7. April 1962 in Heilbronn), Unternehmer
- Otto Conrad (* 17. September 1901; † 29. März 1988 in Ludwigsburg-Oßweil), Lehrer und Heimatforscher
- Robert Kohlhammer (* 23. Oktober 1904; † 29. Juli 1983 in Stuttgart), Verleger (Konradin Verlag)

### Sonstige mit der Gemeinde in Verbindung stehende Personen
- Ferdinand von Steinbeis (* 1807 in Ölbronn-Dürrn; † 1893 in Leipzig), Wirtschaftsförderer, wuchs in Ilsfeld auf.
- Adolf Würth (* 1909 in Ilsfeld; † 1954 in Künzelsau), Unternehmer, geboren in Ilsfeld. Würth war der Gründer der Würth-Gruppe mit Sitz in Künzelsau. Er war der Vater von Reinhold Würth, der als Kind oft seine Großeltern in Ilsfeld besuchte.[24]
- Lothar Späth (* 1937 in Sigmaringen; † 2016 in Stuttgart), aufgewachsen in Ilsfeld, Politiker (CDU) und Manager, Ministerpräsident von Baden-Württemberg von 1978 bis 1991
- Dennis Klecker (* 1990 in Heilbronn), Mitglied des Gemeinderats von Ilsfeld, Politiker (AfD), Mitglied des Landtags von Baden-Württemberg